# Let's Work
Singles de Prince
Controversy
(1981) Do Me, Babye
(1982)
Let's Work est une chanson du musicien américain Prince issue de son quatrième album studio, Controversy. Le single se classa à la première position en 1981.
La chanson d'origine provient d'une danse nommée The Rock que les enfants du quartier pratiquaient à l'époque à Minneapolis. Prince répondit rapidement avec une chanson intitulée Let's Work et souhaita publier la chanson en single le plus rapidement possible. Le label Warner Bros. Records refusa et Prince fut déçu de ne pas voir sa chanson apparaître sur l'album Controversy, lui rappelant que la période était passée.
Au lieu de cela, la chanson fut modifiée, avec de nouvelles paroles et une nouvelle musique devenant ainsi Let's Work, l'un de ses titres de dance les plus populaires à ce jour. La chanson est basée sur une ligne de basse et comporte un titre crié tout au long de la chanson et s'appuie fortement sur les claviers pour créer une coupure sexy dans les versets et les solos rapides pour les chœurs. Les paroles sont une taquinerie, en assimilant le fait de travailler (Working) avec les rapports sexuels.
La Face-B du single est la cinquième piste de Controversy, celle qui précède Let's Work, Ronnie, Talk to Russia. La version longue du remix comporte des solos instrumentaux, des samples de Controversy et Annie Christian, deux autres titres du même album. Prince interpréta la version longue en concert durant les tournées Controversy Tour et 1999 Tour.